# William Alexander, Baron Alexander of Potterhill
William „Bill“ Picken Alexander, Baron Alexander of Potterhill Kt (* 13. Dezember 1905 in Paisley, Central Lowlands, Schottland; † 8. September 1993) war ein britischer Pädagoge, der zwischen 1944 und 1977 Sekretär der Vereinigung der Bildungsausschüsse (Association of Education Committees) und der 1974 als Life Peer aufgrund des Life Peerages Act Mitglied des House of Lords wurde. 

## Leben
Alexander studierte nach dem Schulbesuch Mathematik an der University of Glasgow und absolvierte danach mit finanzieller Unterstützung durch ein Stipendium der Rockefeller-Stiftung ein postgraduales Studium der Psychologie in den USA. Nach seiner Rückkehr nach Großbritannien wurde er Mitarbeiter der Bildungsverwaltung und entwickelte bereits 1935 den nach ihm benannten Alexander Performance Scale Test, der untersuchen und in Leistungsskalen darstellen sollte, in welchen Typ der Sekundarschule ein Kind gehen sollte.
1939 erfolgte seine Ernennung zum Direktor der Bildungsbehörde von Sheffield. Während des Zweiten Weltkrieges leistete er seinen Militärdienst in der Royal Air Force und wurde am 1. April 1941 zum Pilot Officer befördert.
1944 folgte er Percival Sharp als Sekretär der Vereinigung der Bildungsausschüsse (Association of Education Committees) und übte diese Funktion bis zur Auflösung des Gremiums 1977 aus. In dieser Position war Alexander, der 1961 zum Knight Bachelor geschlagen wurde und seither das Prädikat „Sir“ trug, Leiter einer Institution, die die Leiter der lokalen Bildungsbehörden und Vorsitzenden der kommunalpolitischen Schulausschüsse repräsentierte und neben dem Bildungsministerium und den Lehrervereinigungen die dritte Säule der britischen Bildungspolitik der Nachkriegszeit darstellte.
Durch das nach dem damaligen Bildungsminister (President of the Board of Education) Rab Butler benannte Bildungsgesetz (Butler Education Act) von 1944 wurde die freie Schulbildung bis zum fünfzehnten Lebensjahr eingeführt und drei Schulformen gebildet: Die Grammar School mit einem akademischen Fokus, die Technikschule (Technical Schools), die sich auf die anschließende Berufsausbildung vorbereiten sollte, sowie schließlich die Secondary Modern School, die die Schüler aufnehmen sollte, die keiner der beiden anderen Schulformen zugeordnet werden konnten. Im Rahmen der Zuweisung zu einer dieser Schulformen kam sein Alexander Performance Scale Test zum Einsatz, um zu Elfjährige zu testen, in welche der Schulformen ein Kind gehen sollte. Der Test hatte drei Bestandteile: der Passalong Test, der Koh Block Design Test sowie der Cube Construction Test, in dem Kinder Muster aus farbigen Bauklötzen nach entsprechenden Illustrationen unter Zeit legen sollten.
Alexander verfasste des Weiteren zahlreiche Sachbücher wie Education in England. The national system-how it works (1954) und Towards a New Education Act (1969), in denen er sich mit Fragen der Bildungspolitik und zum Bildungssystem Großbritanniens befasste.
Durch ein Letters Patent vom 2. September 1974 wurde Alexander als Baron Alexander of Potterhill, of Paisley in the County of Renfrew, zum Life Peer erhoben und gehörte bis zu seinem Tod dem House of Lords als Mitglied an. Seine offizielle Einführung in das Oberhaus erfolgte am 19. November 1974 mit Unterstützung durch Llewellyn Heycock, Baron Heycock und Edward Boyle, Baron Boyle of Handsworth.

## Veröffentlichungen
- Thanet Mental Tests: Handbook of Instructions for Administering and Scoring Tests, with Norms of Performance, University of London Press, 1937
- The Passalong Test. A Performance Test Comprising a Box of Subjects, Set of Coloured Cards, and Manual, 1937
- Junior School Grading Test, University of London Press, 1937
- Methods of Selection for Post-Primary Education, 1938
- Intelligence, Concrete and Abstract: A Study in Differential Traits, Mitautoren Abdel Aziz Hamid el Koussy, Cyril Albert Richardson, Howard Littleton Philp, Lewis Fry Richardson, Maheshchandra Maneklal Desai, Christopher William Stokes, The University Press, 1939
- The Educational Needs of Democracy, University of London Press Limited, 1940
- The Education of the Ordinary Child: Lankhills Methods, T. Nelson, 1943
- Some Problems Confronting Administrators Consequent Upon the New Education Bill: Address to National Union of Teachers, Conference, Easter 1946, NUT, 1946
- The Establishment, Maintenance and Management of County and Voluntary Schools Under the Education Acts, 1944 and 1946, Councils & Education Press, 1946
- The Education Act. A Parents' Guide, London, 1946
- School Fittings in Aided and Special Agreement Schools, Councils & Education Press, 1950
- County and Voluntary Schools, Mitautor Frank Barraclough, 2. Auflage 1953, 3. Auflage, London, 1963
- Education in England. The national system-how it works, Newnes Educational Publishing Co, London, 1954, Nachdruck 1970
- Four Salary Reports, 1956: Commentaries, Councils and Education Press, 1956
- Where are They Going? On the Opportunities Under the Present System of Education, Newman Neame, 1957
- Teachers' Salaries: Special Allowances for Teachers: an Analysis of the 1956 Burnham Report, Councils and Education Press, 1958
- Education… for What?, Newman Neame Take Home Books, 1958
- What Teachers are Paid, London, 1959
- Three Salary Reports, 1961, 1962
- Five Salary Reports, 1965: Salary Reports for Teachers in Establishments of Further Education, for Teachers in Farm Institutes, for Teachers in Colleges of Education, for Youth Leaders and for Inspectors and Organisers, a Commentary on These Salary Reports, Councils & Education Press, 1965
- A Commentary on the Burnham Further Education Report, 1967, Councils & Education Press, 1968
- Education in Relation to the National Economy: The Arthur Mellows Memorial Lecture, Arthur Mellows Village College, 1968
- An Encouragement to Colonies, 1624, Da Capo Press, 1968
- The Burnham Primary and Secondary Schools Report, 1969: A Commentary, Councils and Education Press, 1969
- Commentaries on Three Salary Reports: Burham Further Education Report, 1969, Burham Farm Institutes Report, 1969, Pelham Report, 1969, Councils & Education Press Limited, 1969
- Towards a New Education Act, Council and Education Press, 1969
- Education Acts Amended, Councils & Education Press Limited, 1969
- The Future of Education in Local Government, London Borroughs Association, 1974